# Hyophorbe vaughanii
Espèce
Statut de conservation UICN

 CR D : 
En danger critique
Hyophorbe vaughanii est une espèce de palmier du genre hyophorbe et de la famille des Arecaceae, endémique de l'île Maurice.

## Source
- (en) Florens, D. 2000.  Hyophorbe vaughanii.